# Markus Stenz

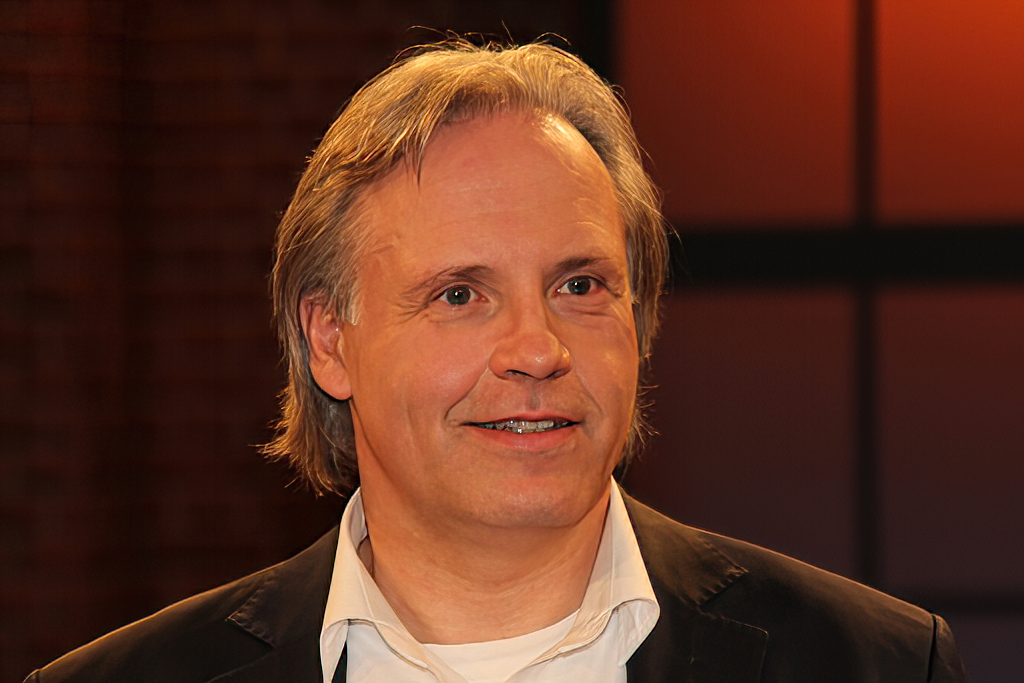
Markus Stenz (2012)

Markus Stenz (* 28. Februar 1965 in Bad Neuenahr-Ahrweiler) ist ein deutscher Dirigent und Hochschullehrer.

## Leben und Wirken
Markus Stenz bestand 1983 am Peter-Joerres-Gymnasium in Bad Neuenahr-Ahrweiler das Abitur. In seiner Schulzeit hat er Kirchenorgel gespielt.
Stenz wurde ausgebildet an der Hochschule für Musik Köln in Köln bei Volker Wangenheim, Leonard Bernstein und Seiji Ozawa in Tanglewood. Dabei machte er früh mit eigenen Projekten sowie Ur- und Erstaufführungen auf sich aufmerksam. 1989 übernahm Stenz die musikalische Leitung des Cantiere Internazionale d’Arte in Montepulciano (bis 1995) und leitete als Chefdirigent von 1994 bis 1998 die London Sinfonietta, ein britisches Ensemble für zeitgenössische Musik. Parallel zu seiner Position als künstlerischer Leiter und Chefdirigent des Melbourne Symphony Orchestra von 1998 bis 2004 erweiterte Markus Stenz sein Repertoire in Richtung Klassik und Romantik.
In der Kölner Philharmonie debütierte Markus Stenz 1996 mit dem WDR-Sinfonieorchester. Im Februar 2000 dirigierte er dort ein Konzert des Melbourne Symphony Orchestra, im September 2002 die Junge Deutsche Philharmonie. Am Pult des Gürzenich-Orchesters gab er am 10. Juni 2001 sein Debüt. Elf Jahre lang (von 2003 bis 2014) amtierte Markus Stenz als Kapellmeister des Gürzenich-Orchesters, zehn Jahre davon auch als Generalmusikdirektor der Stadt Köln.
Markus Stenz war zudem von 2012 bis 2019 Chefdirigent des Radio Filharmonisch Orkest (des Niederländischen Rundfunk-Orchesters). Darüber hinaus wirkte er als Erster Gastdirigent beim Hallé Orchestra (2010–2014) und beim Baltimore Symphony Orchestra (2015–2019). Stenz wurde zum Sommersemester 2023 als Professor für Dirigieren an die Hochschule für Musik Hanns Eisler Berlin berufen.

## Konzert
Als Konzertdirigent arbeitete Markus Stenz u. a. mit folgenden Orchestern zusammen: Münchner Philharmoniker, Gewandhausorchester Leipzig, Tonhalle-Orchester Zürich, Berliner Philharmoniker, Wiener Symphoniker, Concertgebouw-Orchester Amsterdam, Staatskapelle Berlin, Philharmoniker Hamburg, Sinfonieorchester des BR, HR, WDR und NDR. In den USA dirigierte er als Gast das Chicago Symphony Orchestra, das Los Angeles Philharmonic Orchestra sowie die Sinfonieorchester von Boston, Dallas, Minnesota, Houston und Seattle.

## Oper
Markus Stenz debütierte als Operndirigent mit Hans Werner Henzes Elegie für junge Liebende am Teatro La Fenice in Venedig. Er leitete Ur- und Erstaufführungen, z. B. Hans Werner Henzes Das verratene Meer in Berlin, Venus and Adonis an der Bayerischen Staatsoper und L’ Upupa und der Triumph der Sohnesliebe 2003 bei den Salzburger Festspielen. Zudem gastierte Markus Stenz an Opernhäusern und Festivals, am Teatro alla Scala in Mailand, am Théâtre Royal de la Monnaie in Brüssel, an der English National Opera, an der Lyric Opera of Chicago, San Francisco Opera, in Los Angeles, am Staatstheater Stuttgart, an der Deutschen Oper Berlin, der Staatsoper Hamburg, der Oper Frankfurt (mit der Uraufführung von Detlev Glanerts Caligula), beim Glyndebourne Festival (2004 mit Leoš Janáčeks Jenůfa) sowie beim Edinburgh International Festival.
Zu seinen Aufführungen an der Oper Köln gehörten Richard Wagners Der Ring des Nibelungen, Lohengrin, Tannhäuser, Tristan und Isolde und Die Meistersinger von Nürnberg sowie Leoš Janáčeks Jenůfa und Káťa Kabanová. Die Oper Köln begann die Saison 2010/2011 mit einem Gastspiel in China: Wagners Ring des Nibelungen kam zweimal zyklisch im Rahmen der Expo 2010 in Shanghai zur Aufführung, und in Peking gastierte die Oper Köln mit einer Vorstellungsreihe von Mozarts Don Giovanni. Außerdem zeichnete Markus Stenz in Köln musikalisch verantwortlich u. a. für Neuproduktionen von Richard Strauss’ Elektra sowie Alban Bergs Wozzeck.

## Diskographie
Mit dem Label OehmsClassics wurden alle Sinfonien von Gustav Mahler sowie die Lieder von Des Knaben Wunderhorn mit Christiane Oelze (Sopran) und Michael Volle (Bariton) herausgebracht. Der Zyklus erschien 2016 auf Hybrid-SACD. Den Auftakt des großen Mahler-Zyklus mit dem Gürzenich-Orchester Köln machte die 5. Sinfonie cis-Moll, die im Herbst 2009 in die Bestenliste der Deutschen Schallplattenkritik aufgenommen wurde. Danach erschienen die 4. Sinfonie und die Wunderhorn-Lieder. Vom classic fM magazine wurde die Aufnahme der 4. Sinfonie im Oktober 2010 als „orchestral disc of the month“ ausgezeichnet, das Magazin Pizzicato hob die Aufnahme in seiner Oktober-Ausgabe als außergewöhnliche Referenz-Einspielung mit dem „supersonic pizzicato“ hervor.
Ab Mitte Oktober 2005 wurden die Konzerte des Gürzenich-Orchesters mitgeschnitten und waren als „GO live!“-Sofort-CDs ca. fünf Minuten nach dem Schlussapplaus erhältlich. Eine „Best of“-Abmischung der drei Konzertabende stand einige Wochen später im iTunes Music Store als Download zur Verfügung. Innerhalb dieser Konzert-Dokumentation erschienen u. a. folgende Werke: Ludwig van Beethovens Sinfonien Nr. 5 und 7, Wolfgang Amadeus Mozarts c-Moll-Messe, Gustav Mahlers Sinfonien Nr. 5, 6 und 7 sowie Anton Bruckners Sinfonien Nr. 5 und 8.